# Basilius Laureri
Basilius Laureri, C.P. – szwajcarski duchowny katolicki.

## Życiorys
W młodości wstąpił do zakon pasjonistów. Został skierowany na misje do Bułgarii i Rumunii. W 1883 r. po utworzeniu archidiecezji bukareszteńskiej został mianowany jej wikariuszem generalnym. Po śmierci abpa Paolo Giuseppe Palmego został mianowany przez Stolicę Apostolską administratorem apostolskim archidiecezji w 1892 r. Funkcję tę sprawował przez 2 lata do 1894 r.